# Rebecca Solnit
Rebecca Solnit (Bridgeport, 24 juni 1961) is een Amerikaanse auteur. Solnit heeft boeken en essays geschreven over een groot aantal onderwerpen als milieu, politiek en kunst. Ze is ook redacteur bij Harper's Magazine, waarvoor ze iedere twee maanden een essay schrijft.

## Opleiding
Solnit werd geboren in Bridgeport (Verenigde Staten) en verhuisde in 1966 naar Novato (Californië) Op haar zeventiende verhuisde Solnit naar Parijs om te studeren. Hierna keerde ze terug naar de Verenigde Staten, waar ze studeerde aan de San Francisco State University. Ze behaalde in 1984 haar master Journalistiek aan de University of California (Berkeley). 

## Carrière
Solnit kreeg bekendheid door haar boek River of Shadows: Eadweard Muybridge and the Technological Wild West over de Amerikaanse fotograaf Eadweard Muybridge.
Haar in 2008 op de website TomsDispatch gepubliceerde essay 'Men explain things to me' ('Mannen leggen dingen aan me uit'; de Nederandse vertaling kreeg de titel Mannen leggen me altijd alles uit) kreeg veel bekendheid. Het essay gaat over mannen die ongevraagd en zonder echte achtergrondkennis op neerbuigende en bevoogdende wijze zaken aan vrouwen uitleggen. Later is dit fenomeen bekend geworden onder de naam 'mansplaining', een neologisme en porte-manteauwoord. Solnit gebruikte dit woord zelf niet in het essay.
Internationaal werd in 2010 ook haar boek A Paradise Built in Hell bekend. In dit boek behandelt Solnit de verbroedering die ontstaat na grote rampen. Solnit weerlegt in het boek het negatieve Hobbesiaanse mensbeeld (zie Natuurtoestand). Zij illustreert dat onder meer met de getoonde onderlinge hulp en medemenselijkheid tijdens de overstromingen als gevolg van de Orkaan Katrina in de Amerikaanse staat Louisiana in 2005.
Haar geschriften zijn verschenen in talrijke gedrukte en online publicaties, waaronder The Guardian en Harper's Magazine, waar zij de  eerste vrouw is die regelmatig de hoofd-columns, gestart in 1851, schrijft.
In 2014 publiceerde de uitgever Haymarket Books de essaybundel Men explain things to me, in het Nederlands vertaald als Mannen leggen me altijd alles uit. Dit artikel bevat onder andere het in 2008 gepubliceerde gelijknamige essay.
The Encyclopedia of Trouble and Spaciousness verscheen in 2017. Het is, net als Men explain things to me, een verzameling essays die eerder al in verschillende media waren gepubliceerd. In een van die essays, Klimaatverandering is geweld, betoogt Solnit dat klimaatverandering, in haar ogen veroorzaakt door 'fossielebrandstoffenbaronnen', een vorm van geweld tegen de wereldbevolking is.